# Herøy (Nordland)
Herøy è un comune norvegese della contea di Nordland.